# Aappilattoq (Qeqqata)
Aappilattoq (Augpilagtoq) – niewielka wyspa u wybrzeży zachodniej Grenlandii. Znajduje się w gminie Qeqqata. Współrzędne geograficzne: 66°49'6"N, 53°27'0"W. Najwyższe wzniesienie: 490 m n.p.m.